# 도몬 후유지
도몬 후유지(童門冬二, 1927년 10월 9일 -)는 일본의 소설가로 본명은 오오타 히사유키(太田久行)이다.
도쿄도청의 공무원 생활을 거쳐 1979년에 작가 활동을 시작하였다. 우에스기 하루노리를 주인공으로 한 소설 우에스기 요잔(小説 上杉鷹山)이 대표작이다.